# Нариски
Нариските или Вариските (Narisker; Naristen, Narister, Varisker; лат.:Naristi; Varistae, Varisti) са древно племе населявало територията на Европа.
Според Тацит те са германи. 
Населяват вероятно територия северно от Дунав в Бохемия в съседство на маркоманите, квадите и хермундурите.
По време на Маркоманската война през 2 век те се бият против римляните на страната на маркоманите. На Дунав в Панония през 172 -173 техният вожд Валао е убит от римския генерал от кавалерията Марк Валерий Максимиан.
Дион Касий пише, че 3.000 нариски избягали при римляните и са получили от тях земи.  След това за тях няма сведения.